# Zanthoxylum mantaro
Zanthoxylum mantaro är en vinruteväxtart som först beskrevs av Macbride, och fick sitt nu gällande namn av Macbride. Zanthoxylum mantaro ingår i släktet Zanthoxylum och familjen vinruteväxter. Inga underarter finns listade i Catalogue of Life.